# Albertsried
Albertsried ist ein Dorf und ein Gemeindeteil des Marktes Schwarzach und eine Gemarkung im niederbayerischen Landkreis Straubing-Bogen.

## Geografie
Das Dorf liegt rund zweieinhalb Kilometer südöstlich des Hauptortes auf einem Höhenrücken zwischen der Schwarzach und dem Bernrieder Bach beidseits der Kreisstraße SR 33.
Auf der Gemarkung liegen folgende Orte (Einwohnerzahl 1987 in Klammern):
| - Absetz 50 - Aimühl 2 - Albertsried 103 - Amosried 45 - Arnetstein 2 - Damersbach 6 - Dreiwies 1 - Eben 3 - Ed 4 | - Edbühel 4 - Gaimersbühel 1 - Grandsberg 37 - Grünbühel 4 - Grünstein 0 - Gumpersberg 5 - Hanselberg 9 - Hinterdegenberg 11 - Höhenberg 1 | - Holz 6 - Irlmühl 6 - Kammühl 3 - Niederhofen 4 - Oberhofen 6 - Pitzenfeld 7 - Pitzenloh 4 - Ponholz 20 - Reißen 0 | - Riedhof 10 - Riedloh 8 - Staudach 18 - Strahberg 5 - Tiefendorf 16 - Weißenberg 13 - Wimpassing 43 |

Angrenzende Gemarkungen sind westlich Schwarzach, nördlich Schwarzacher Hochwald, östlich Bernried, Penzenried und südlich Niederwinkling.

## Geschichte
Mit der Gebietsreform in Bayern wurde die Gemeinde Albertsried aufgelöst und am 1. Januar 1971 vollständig in die Gemeinde Schwarzach eingegliedert. Die Gemeindefläche betrug rund 1321 Hektar. Ihre Gemeindeteile waren identisch mit den heute auf der gleichnamigen Gemarkung liegenden Orten und zusätzlich den historischen Orten Hinten und Waid.

### Einwohnerentwicklung
| Jahr                           | 1840 | 1852 | 1861 | 1867 | 1871 | 1875 | 1885 | 1900 | 1925 | 1950 | 1961 | 1970 | 1987 |
| ------------------------------ | ---- | ---- | ---- | ---- | ---- | ---- | ---- | ---- | ---- | ---- | ---- | ---- | ---- |
| Einwohner Gemeinde Albertsried | 612  | 634  | 639  | 641  | 661  | 647  | 672  | 695  | 694  | 677  | 493  |      |      |
| Einwohner Dorf Albertsried     |      |      | 98   |      | 128  | 105  | 124  | 103  | 104  | 97   | 83   | 92   | 103  |